# Sandarne församling
Sandarne församling var en församling i Hälsinglands södra kontrakt i Uppsala stift. Församlingen ingick i Söderhamns pastorat och låg i Söderhamns kommun i Gävleborgs län. Församlingen uppgick 2018 i Söderhamn-Sandarne församling.

## Administrativ historik
Församlingen bildades som kapellag 1868 inom Söderhamns församling och utbröts därur 1 maj 1917 som kapellförsamling. Församlingen var sedan från 1 maj 1917 en församling inom pastoratet Söderhamn och Sandarne. Församlingen uppgick 2018 i Söderhamn-Sandarne församling.
Den 1 januari 1992 överfördes ett område med 1 251 personer till Sandarne församling från Söderala församling.
Församlingskod var 218202

### Sandarne socken
Sandarne socken eller Sandarne kyrksocken har informellt använts som namn för församlingsområdet inom Söderhamns stad även om det formellt aldrig har varit en jordebokssocken.

## Areal
Sandarne församling omfattade den 1 januari 1952 en areal av 9,60 km², varav 9,60 km² land. Efter nymätningar och arealberäkningar färdiga den 1 januari 1961 omfattade församlingen samma datum en areal av 9,96 km², varav 9,96 km² land.

## Kyrkor
- Sandarne kyrka.